# سارة إيفانز باركر
سارة إيفانز باركر (بالإنجليزية: Sarah Evans Barker)‏ هي قاضية ومحامية أمريكية، ولدت في 1943 في ميشاواكا في الولايات المتحدة.